# Palais Bartolomeo Invrea
Le palais Bartolomeo Invrea, également connu sous le nom de palais Cellario Serventi, est un palais urbain situé via del Campo, dans le centre historique de Gênes. Il s'agit d'un des palais des Rolli qui étaient destinés, à l'époque de la république de Gênes, à accueillir des invités de haut rang lors de visites d'État au nom du gouvernement génois.
Depuis 1912, le bâtiment est soumis à la protection de la surintendance.

## Histoire et description
Le bâtiment a été construit avant 1576. Dans le premier rollo, il est enregistré au nom de Silvestro Bartolomeo en 1576 jusqu'à sa réapparition sous Silvestro Invrea, élu doge de la république de Gênes en 1607 peu avant son décès  (1614) ; puis en 1639 pour l'achat d'une dernière parcelle à l'ouest qui adhère au palais Durazzo-Cattaneo Adorno ; enfin, au même siècle, il appartient à un prince Cybo de Massa.
En 1779, il fut acheté par la famille Raggio qui y incorpora un bloc entier et le transforma en l'un des bâtiments les plus précieux de [797. Au cours des travaux de la Carrettiera Carlo Alberto (aujourd'hui Via Antonio Gramsci), commencés en 1835, il fut en partie flanqué de  boutiques et de mezzanines, mais aussi surélevé et incorporé à l'unité principale où convergeait le portique de Sottoripa.
Après avoir abrité l'hôtel Quattro Nazioni, il fut vendu en 1871 aux frères Chiappe qui en restituèrent l'usage résidentiel et le cédèrent à la famille Cellario-Serventi.

## Galerie

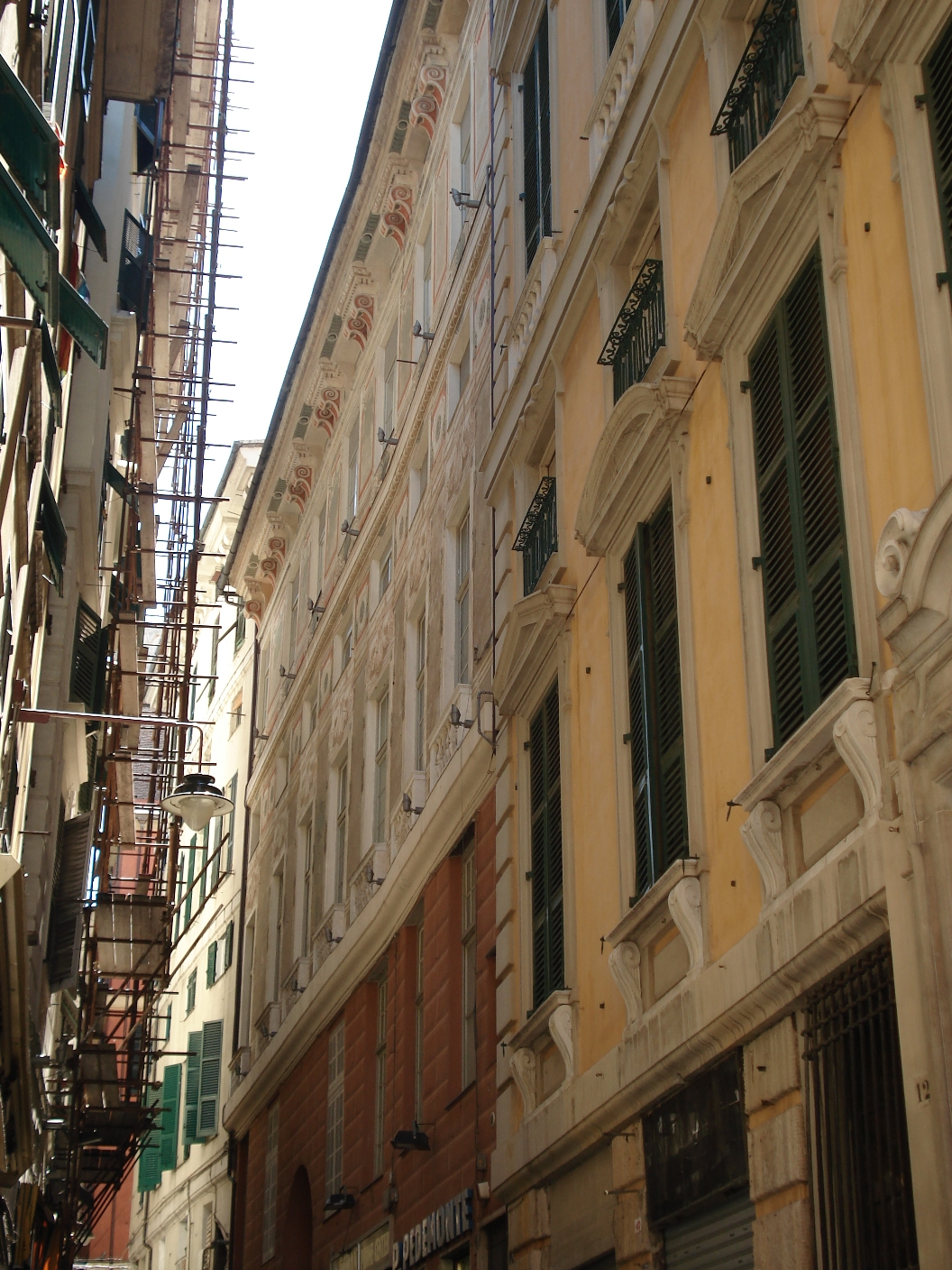
Palais Durazzo Cattaneo Adorno et Palais Bartolomeo Invrea.
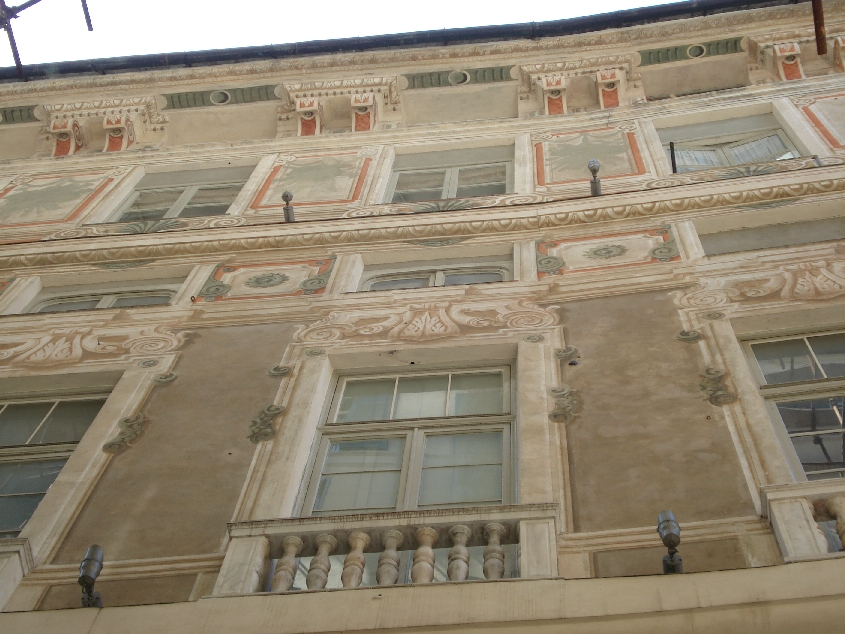
Façade du palais.
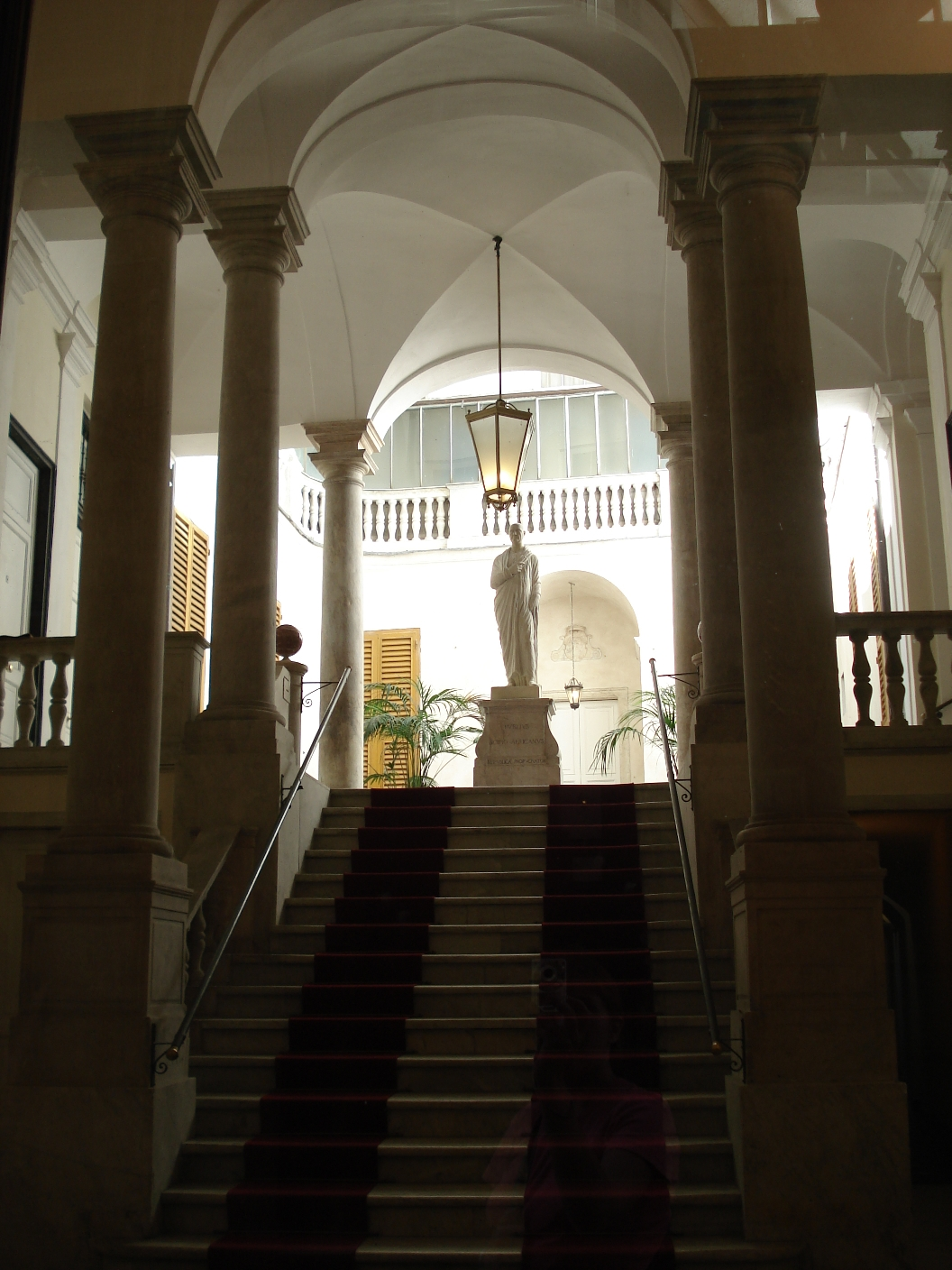
Cour du palais.